# Xanthorhoe chalcedonaria
Xanthorhoe chalcedonaria là một loài bướm đêm trong họ Geometridae.